# 北野天満宮
北野天満宮（きたのてんまんぐう、英: Kitano-Tenmangu Shrine）は、京都市上京区にある神社（天満宮）。二十二社（下八社）の一社。旧社格は官幣中社で、現在は神社本庁の別表神社。旧称は北野神社。神紋は「星梅鉢紋」。
通称として天神さん・北野さんとも呼ばれる。全国の天満宮、天神社、菅原社など約1万2000社であり、福岡県太宰府市の太宰府天満宮とともに天神信仰の中心で、当社から全国各地に勧請が行われている。近年は学問の神として多くの受験生から信仰されている。

## 祭神
- 主祭神 - 菅原道真公
- 相殿神
  - 中将殿 - 菅原高視（道真長子）を指す。
  - 吉祥女 - 道真正室を指す。

## 歴史

### 草創期
そもそもこの北野の地には、天神地祇を祀る現・摂社の地主社と、火雷神を祀る現・摂社の火之御子社の二つの社があった。
昌泰4年（901年）1月に右大臣菅原道真が左大臣藤原時平の讒言にあって大宰権帥に降格されて大宰府に左遷されるという昌泰の変が起き、延喜3年（903年）に道真は大宰府で無念の死を遂げた。その後、藤原時平が延喜9年（909年）4月に亡くなったり、落雷などの災害が相次ぐと、これが道真の怨霊による祟りだとする噂が広まった。こうして朝廷は、没後20年目となる延喜23年（923年）4月20日に道真の左遷を撤回して右大臣に官位を復し、正二位を贈った。
そんな中、延長8年（930年）6月26日に清涼殿に落雷が直撃し、大納言の藤原清貫と右中弁兼内蔵頭の平希世が死亡するという清涼殿落雷事件が発生した。その上、3ヶ月後に醍醐天皇が崩御してしまうと道真の怨霊によるものとの噂はもはや噂ではなくなってしまい、朝廷は恐れおののいた。また、道真の怨霊は天満大自在天神となったともされ、それが北野の火之御子社の火雷神と結びつき、道真は雷神である火雷天神であるともされた。
天慶5年（942年）、右京七条に住む多治比文子（たじひのあやこ）という少女に道真から、北野に自分を祀る社を立てるようにとの託宣があり、5年後にも近江国の神官の幼児である太郎丸に同様の託宣があった。それに基づいて天暦元年6月9日（947年）に北野にあった朝日寺（現・東向観音寺）の最鎮（最珍）らが朝廷の命により道真を祀る社殿を造営し、朝日寺を神宮寺とした。そして、曼殊院門跡の是算国師が菅原家の出であったことから是算が初代北野別当職に任じられた。これ以降、曼殊院門跡が北野別当職を歴任することとなった。この後、藤原師輔（藤原時平の甥）によって壮大な社殿に作り直されたという。
永延元年（987年）に初めて勅祭が行われ、一条天皇から「北野天満宮天神」の勅号が贈られた。正暦4年（993年）5月20日には正一位・左大臣を、次いで10月20日には太政大臣が追贈された。以降も朝廷から厚い崇敬を受け、二十二社の一社ともなった。以来、北野天満宮は幕末の神仏分離令まで松梅院、徳勝院、妙蔵院の祠官三家の社僧が、代々神官を務めた。

### 中世以降
中世になっても菅原氏・藤原氏のみならず足利将軍家などからも崇敬を受けた。足利義満は明徳の乱（山名氏清の乱）の戦没者と氏清を悼んで応永8年（1401年）、当社境内に北野経王堂願成就寺を建立している。だが、当時北野天満宮を本所としていた麹座の麹製造の独占権を巡るトラブルから文安元年（1444年）に幕府軍の攻撃を受けて北野社は焼け落ちてしまい、一時衰退する（文安の麹騒動）。
天正15年（1587年）10月1日、境内において豊臣秀吉による北野大茶湯が催行された。境内西側には史跡「御土居」がある。
慶長10年（1605年）には豊臣秀頼が片桐且元を奉行として北野経王堂を再建し、慶長12年（1607年）には現在の壮麗な社殿を造営している。
寛文2年（1662年）の地震で社殿に被害が出て修理することになった。しかし、末社は元の通りには修理されず、寛文9年（1669年）に江戸幕府の命令でそれまで一社ずつ単独で建てられていたたくさんの末社は長屋形式で一纏めにする形で再建された。
江戸時代の頃には道真の御霊としての性格は薄れ、学問の神として広く信仰されるようになり、寺子屋などで当社の分霊が祀られた。
新たな時代となって神仏分離令が出されると、1868年（明治元年）3月に北野別当職を廃止し、曼殊院門跡と距離を置いた。そして、松梅院、徳勝院、妙蔵院の祠官三家も廃仏毀釈により廃寺とされた。北野天満宮にあるたくさんの仏堂は解体されていき、経王堂は大報恩寺（千本釈迦堂）に規模を縮小して移築された。鐘楼は大雲院に移築され、多宝塔は扉の一部のみ地蔵院（椿寺）に移された。
1871年（明治4年）に官幣中社に列するとともに「北野神社」と改名する。「宮」を名乗るためには祭神が基本的には皇族であり、かつ勅許が必要であったためである。旧称の北野天満宮の呼称が復活したのは、戦後の神道国家管理（国家神道）を脱したあとである。1948年（昭和23年）に神社本庁の別表神社に加列されている。
初代宮司に奈良華族の男爵で興福寺養賢院住職の粟田口定孝（1837年 - 1918年）が、八坂神社宮司と兼任で就任した（定孝はその後、貴船神社、住吉大社の宮司を務めた）。
1998年（平成10年）に宝物殿の屋根が補修された。これにより柔らかい緑青の荘厳な屋根となったが、チタン製屋根が採用されており、最新技術を伝統建築に採用された代表例となっている（新日鐵住金TranTixxii）。
2022年（令和4年）、明治時代まであったが壊された庭園「花の庭」を梅苑「花の庭」として復興した。

## 境内
- 本殿（国宝）
- 石の間（国宝）
- 拝殿（国宝）
- 楽の間（国宝）

慶長12年（1607年）に豊臣秀頼が片桐且元を奉行として再建。入母屋造の本殿と、同じく入母屋造の拝殿の間を「石の間」で接続して1棟とする、八幡造（権現造のもと）の社殿である。当神社の場合は拝殿の左右に「楽の間」が接続して複雑な屋根構成となる。その事から「八棟造」とも呼ばれる。屋根はすべて檜皮葺き。本殿、石の間、拝殿、楽の間を合わせて1棟としており、国宝に指定されている。
- 廻廊（重要文化財）
- 三光門（中門、重要文化財） - 勅額「天満宮」は後西天皇の宸筆。
- 透塀（重要文化財）
- 後門（重要文化財） - かつては舎利門と呼ばれていた。
- 北門
- 茶室「明月舎」
- 牛舎
- 紅梅殿
- 東門（重要文化財） - 慶長12年（1607年）に豊臣秀頼により再建。
- 社務所
- 神楽殿
- 宝物殿
- 絵馬所
- 楼門
- 文道会館
- 梅苑「花の庭」 - 明治時代までこの地には、北野社神宮寺成就院（成就坊）があり、そこには俳諧の祖と仰がれる松永貞徳が作庭した庭園「花の庭」があった（一説には祇園にあったともされる）。「花の庭」は、妙満寺塔頭・成就院の「雪の庭」（現在は本坊の庭）、清水寺塔頭・成就院の「月の庭」とで、成就院「雪月花の三名園」と呼ばれていたが、明治時代に成就院が廃されると「花の庭」も壊された。しかし、2022年（令和4年）に残されていた庭石を利用して「花の庭」が復興された[2]。
- 太閤井戸 - 豊臣秀吉が北野大茶湯で水を汲んだという井戸。
- 茶室「松向軒」 - 秀吉が大茶湯を行った時に細川忠興が作った茶室を復元したもの。
- 御土居（国の史跡） - 豊臣秀吉が京都を守るために作った土塁。
- もみじ苑
- 茶室「梅交軒」
- 北野天満宮御旅所

### 敷地内の様子

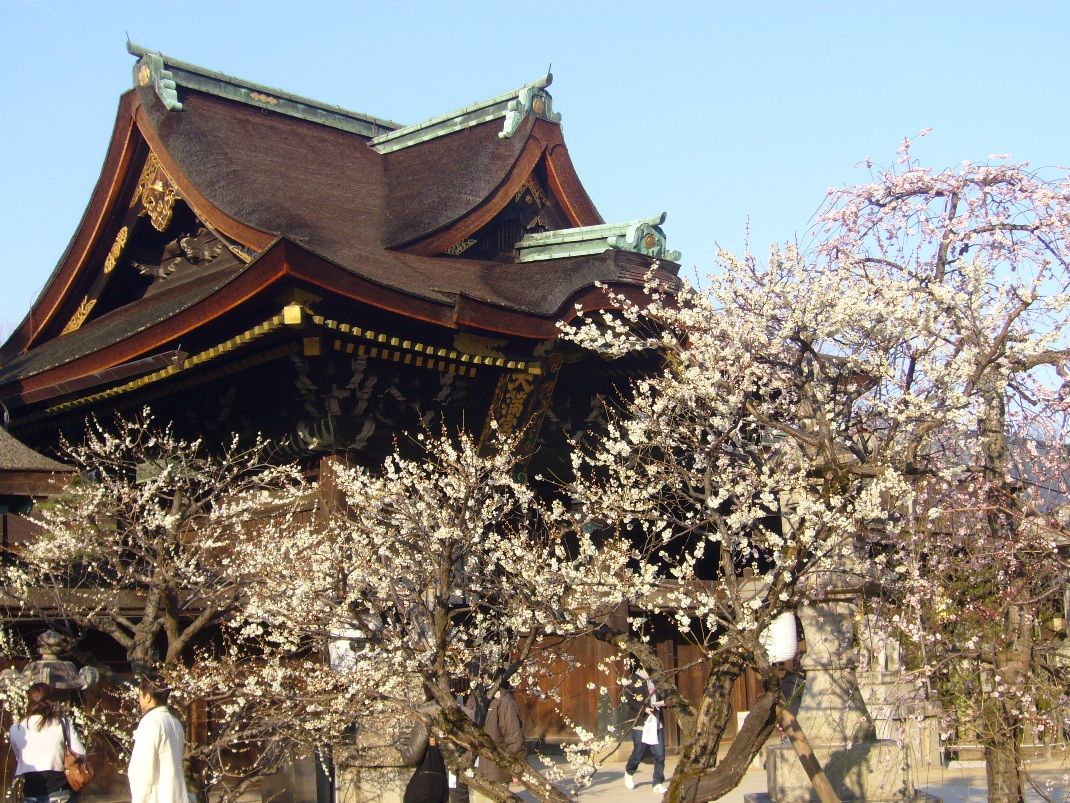
中門（三光門）周辺に咲く白梅
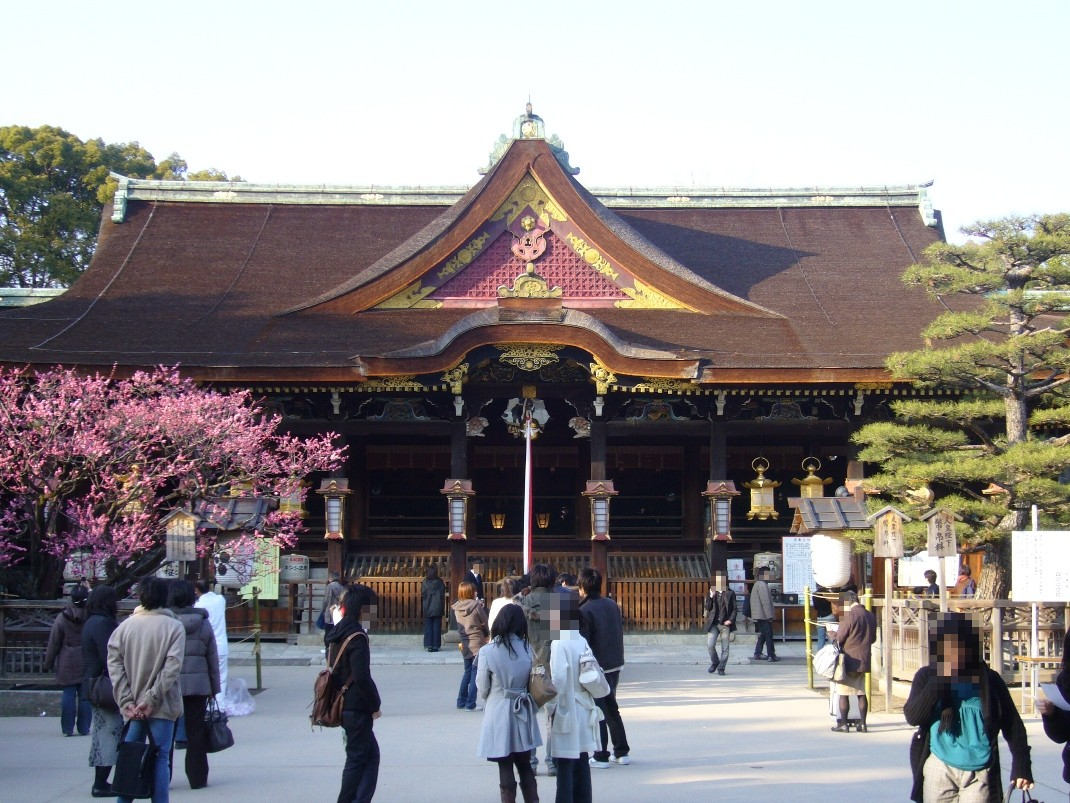
拝殿前の紅梅
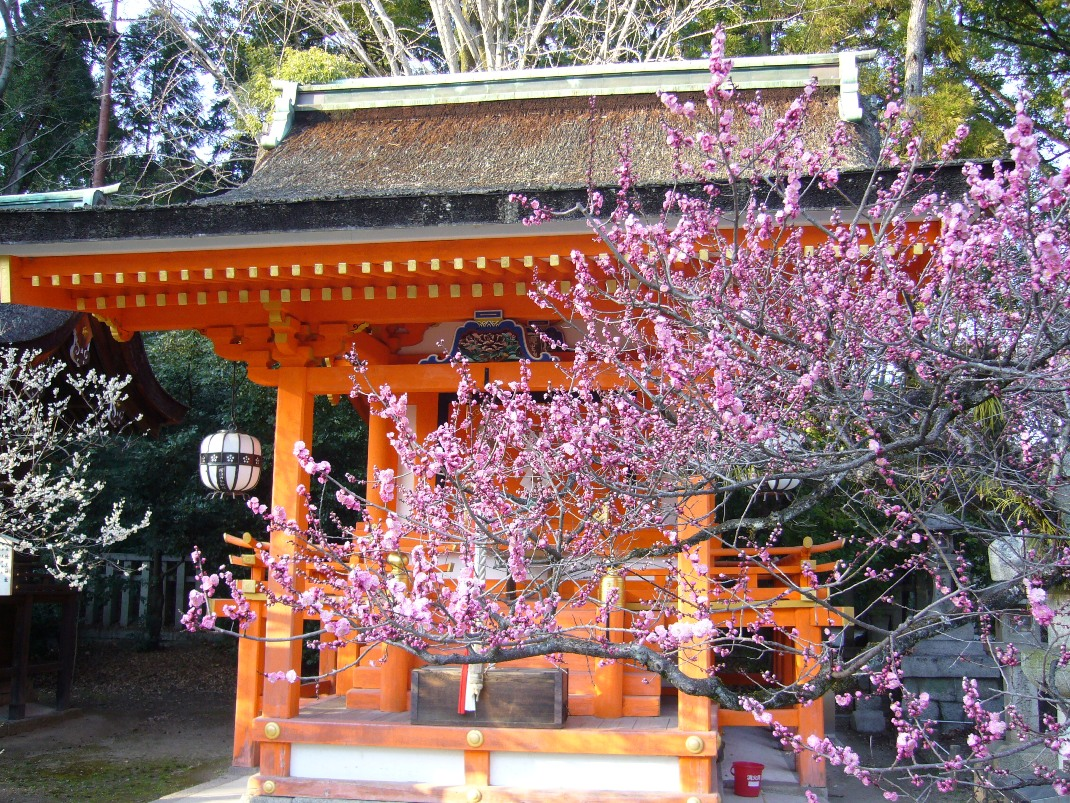
摂社の地主神社に咲く紅梅と白梅
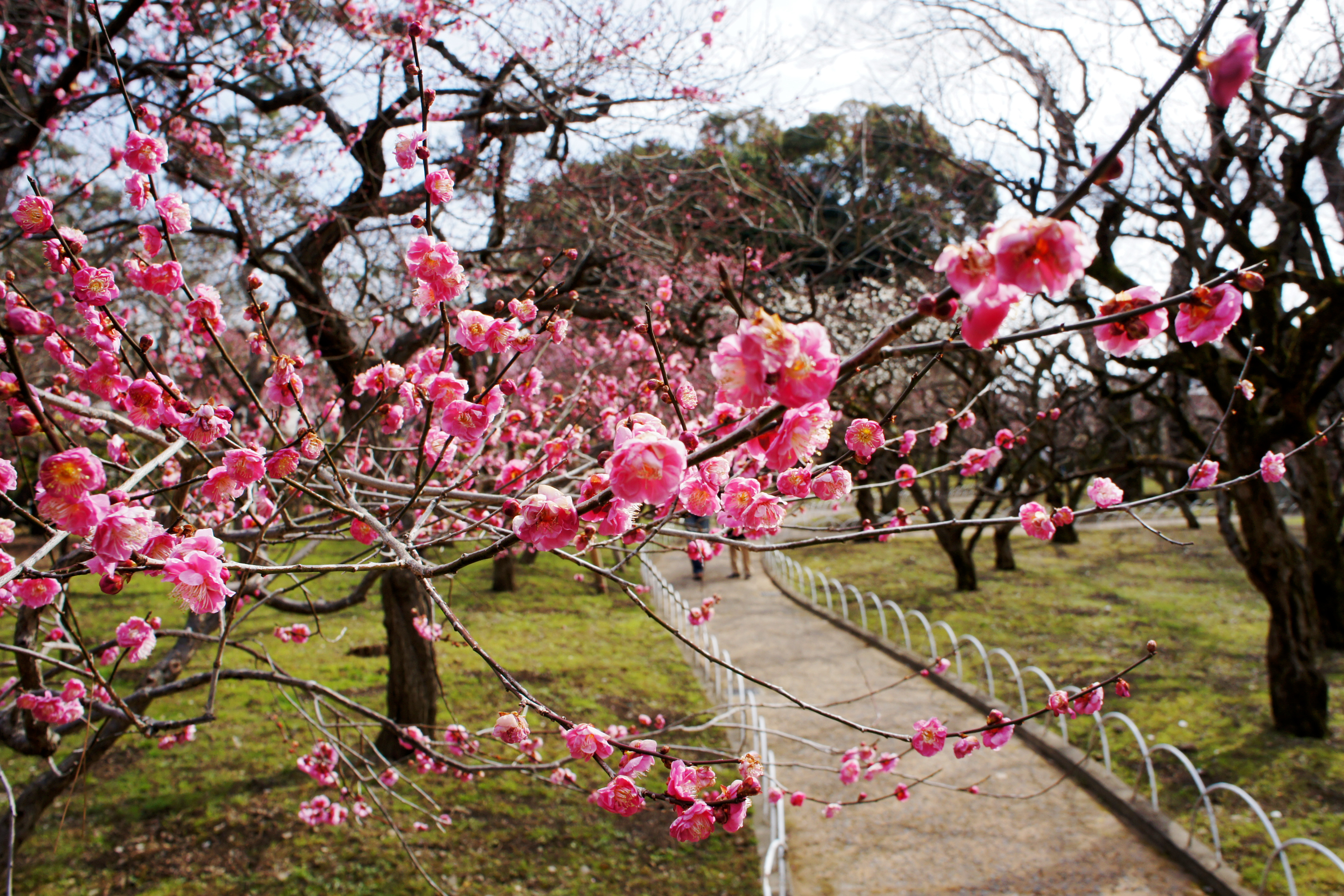
梅苑
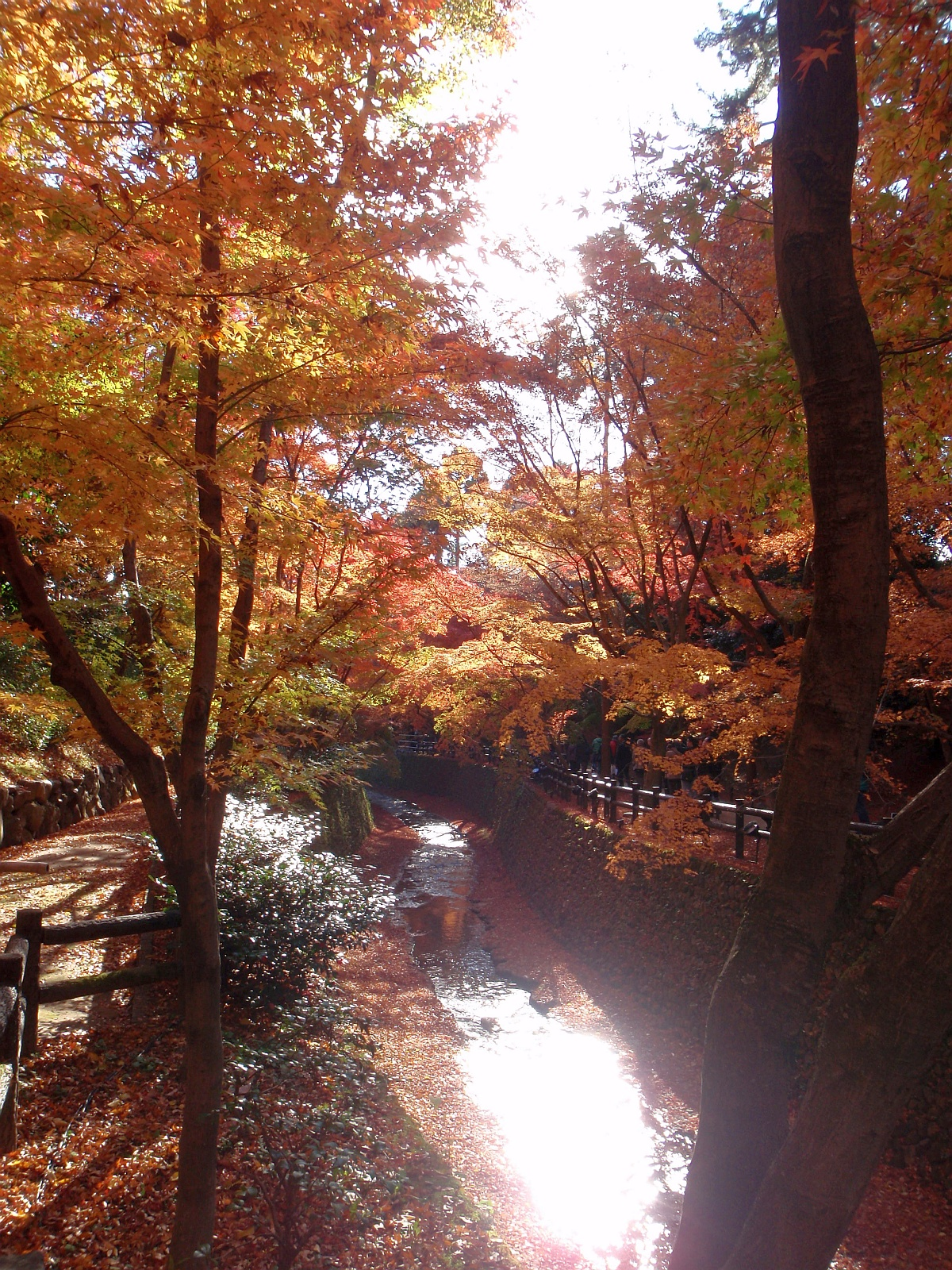
もみじ苑（中央は天神川）
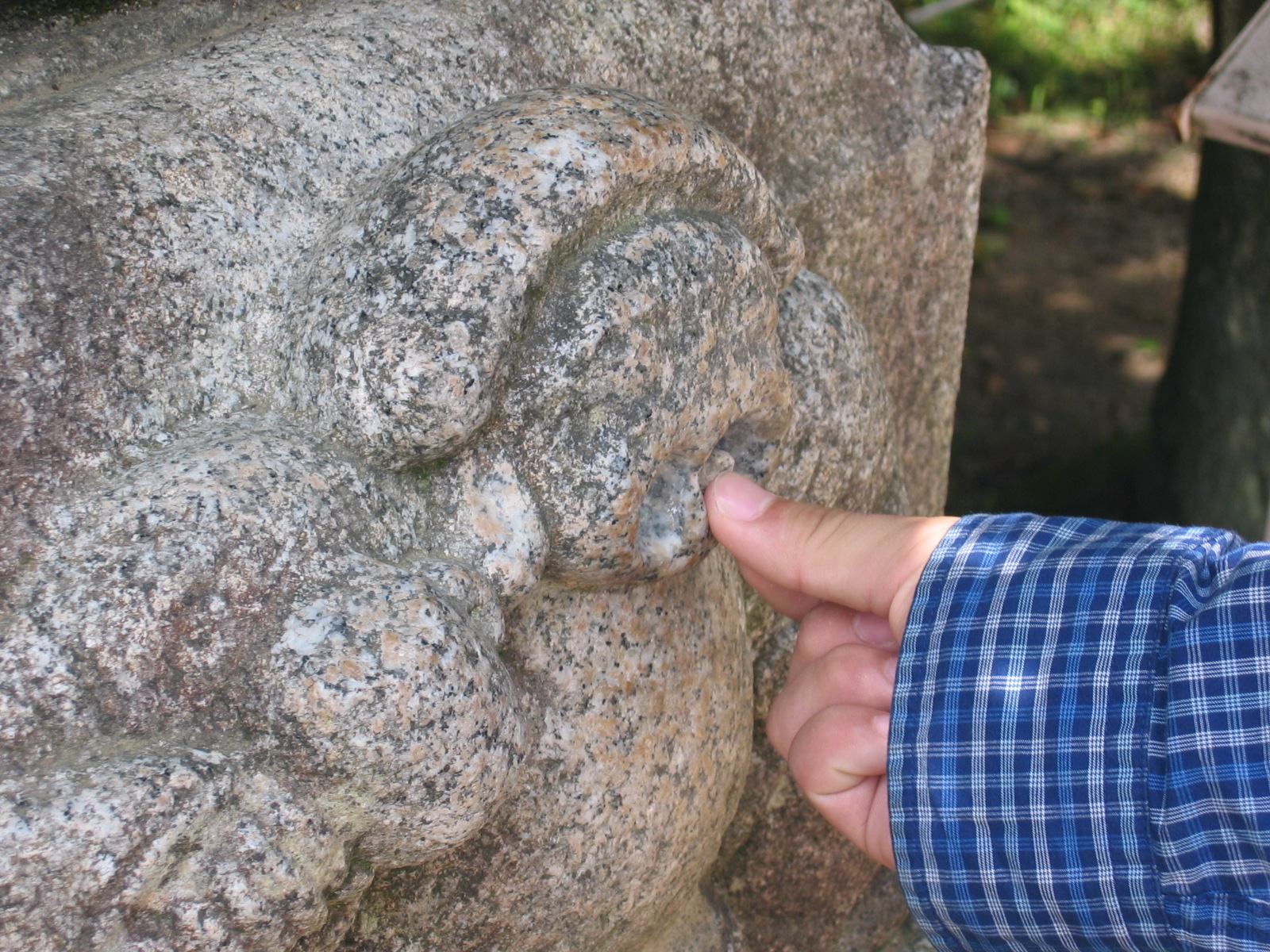
本殿門手前にある大黒天の灯篭

## 摂末社

### 摂社
- 火之御子社 - 祭神：火雷神
- 老松社 - 祭神：島田忠臣翁
- 白太夫社 - 祭神：度会春彦翁
- 福部社 - 祭神：十川能福
- 地主社 - 祭神：天神地祇、相殿祭神：敦実親王・斎世親王・源英明朝臣。 慶長年間（1596年 - 1615年）に豊臣秀頼により再建。当宮の創建以前からこの地にあったため、参道はまず真っ直ぐ地主社に向かって続いている[3][4]。

### 末社
- 文子天満宮 - 祭神：菅原大神（菅原道真）
- 御后三柱（裏の社） - 祭神：天穂日命、菅原清公卿、菅原是善卿。本殿の裏。1869年（明治2年）11月まではここに舎利塔が祀られていたが、神仏分離によって舎利塔は常照皇寺に移されている。
- 竈社 - 祭神：庭津彦神、庭津姫神、火産霊神[3]
- 十二社 - 寛算社（祭神：寛算入寺）、大門社（祭神：大門内供奉）、橘逸勢社（祭神：橘逸勢）、藤太夫社（祭神：藤太夫吉子）、文太夫社（祭神：文屋宮田麿）、淳仁天皇社（祭神：淳仁天皇）、太宰少貳社（祭神：藤原広嗣）、老松社（祭神：島田忠臣翁）、白太夫社（祭神：度会春彦翁）、櫻葉社（祭神：伊予親王）、吉備大臣社（祭神：吉備真備公）、崇道天皇社（祭神：崇道天皇）[3]。寛文9年（1669年）に一つずつ建てられていた末社を長屋形式で纏める形で再建。
- 八社 - 福部社（祭神：十川能福）、高千穂社（祭神：瓊瓊杵命・天児屋根命）、安麻神社（祭神：菅原道真公のご息女）、御霊社（祭神：菅公の眷属神の御霊）、早取社（祭神：日本武尊）、今雄社（祭神：小槻宿祢今雄）、貴布禰社（祭神：高龗神）、荒神社（祭神：火産神・興津彦神・興津媛神）。寛文9年（1669年）に一つずつの末社を長屋形式で纏める形で再建。
- 四社 - 夷社（祭神：事代主命）、松童社（祭神：神太郎丸）、八幡社（祭神：誉田別尊）、若松社（祭神：若松章基）。寛文9年（1669年）に一つずつの末社を長屋形式で纏める形で再建。
- 七社 - 那伊鎌社（祭神：建御名方命）、一拳社（祭神：一言主神）、周枳社（祭神：天稲倉宇気持命・豊宇気能媛）、宰相殿社（祭神：菅原輔正卿）、和泉殿社（祭神：菅原定義卿）、三位殿社（祭神：菅原在良卿）、大判事社（祭神：秋篠安人卿）。寛文9年（1669年）に一つずつの末社を長屋形式で纏める形で再建。
- 神明社 - 祭神：天照大御神、豊受大御神
- 文子社 - 祭神：多治比文子、相殿祭神：神良種・太郎丸・最鎮
- 野見宿祢神社・豊国神社・一夜松神社 - 野見祭神：野見宿祢命、豊国祭神：豊臣秀吉公、一夜松祭神：一夜千松の霊
- 奇御魂神社・一之保神社 - 奇御魂祭神：道真公の奇御魂、一之保祭神：菅原大神（菅原道真公）
- 稲荷神社 - 祭神：倉稲魂神、猿田彦神、大宮能売神
- 猿田彦社 - 祭神：猿田彦神、相殿祭神：大宮能売神
- 大杉社
- 宗像社 - 祭神：田心媛神、湍津媛神、市杵島姫神
- 老松社 - 祭神：島田忠臣翁
- 伴氏社 - 祭神：菅原道真公の母君（伴氏）
- 御輿岡神社 - 祭神：大己貴命、少彦名命、菅原大神（菅原道真公）。御旅所にある。

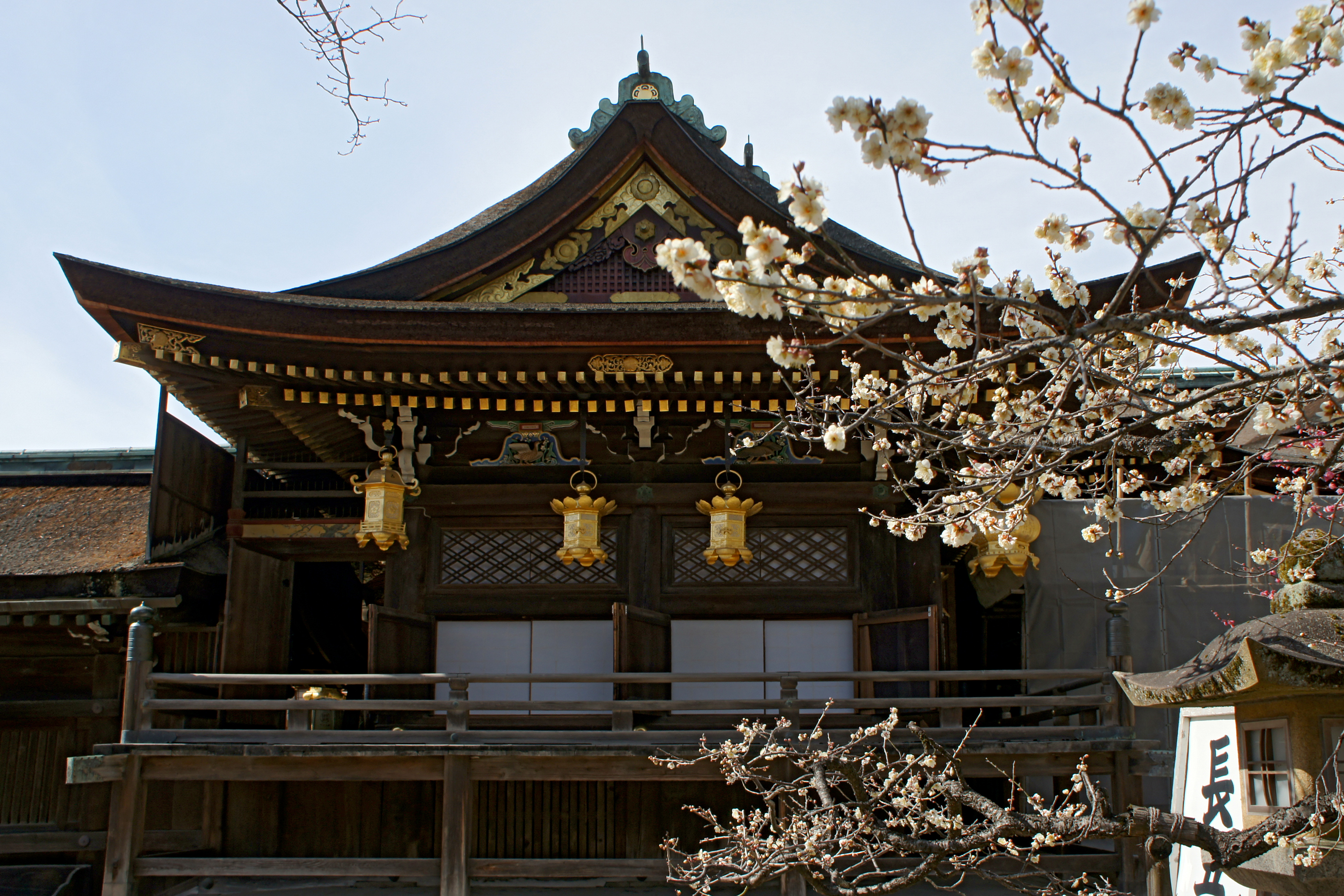
楽の間（国宝）
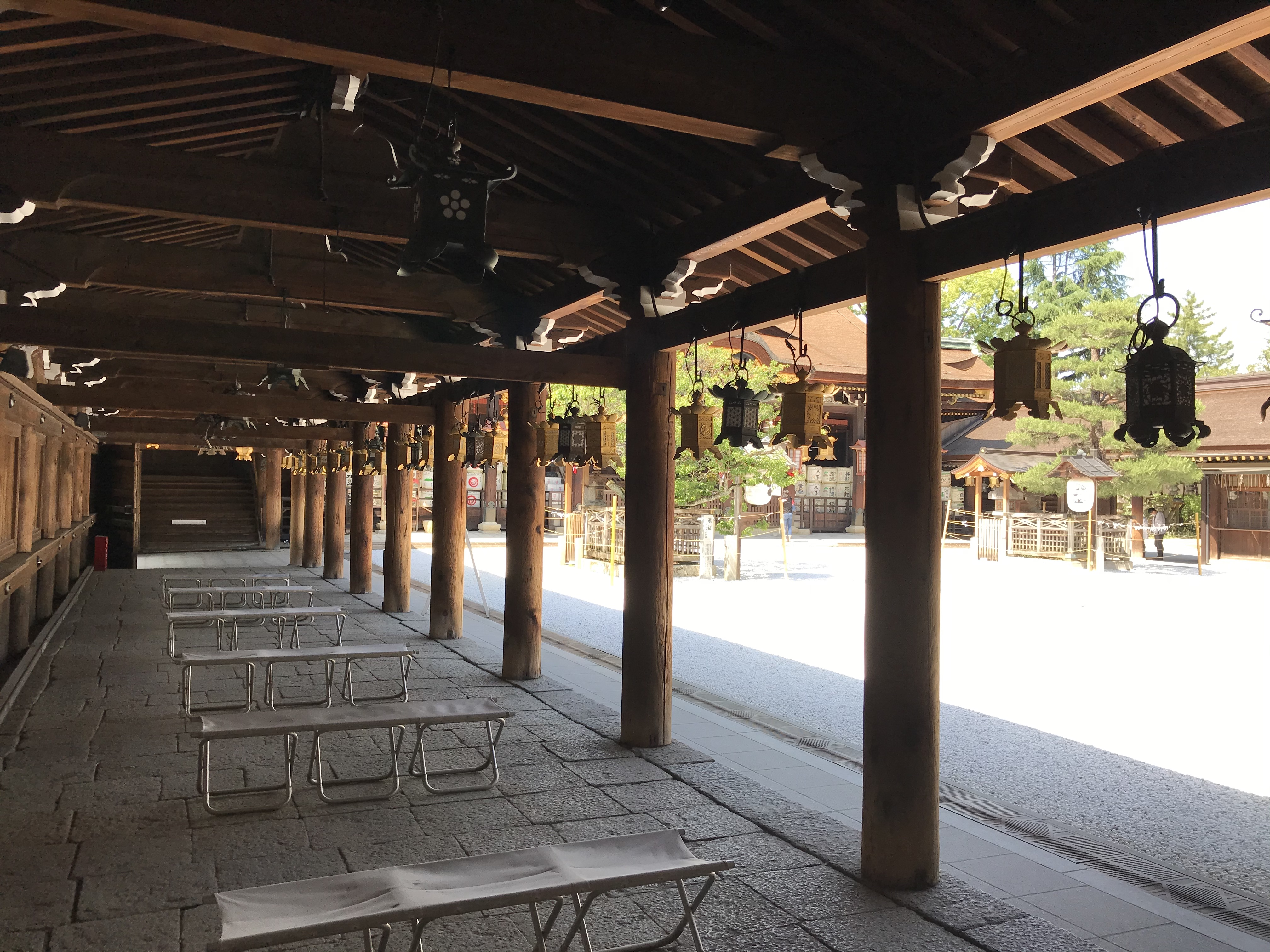
西廻廊（重要文化財）
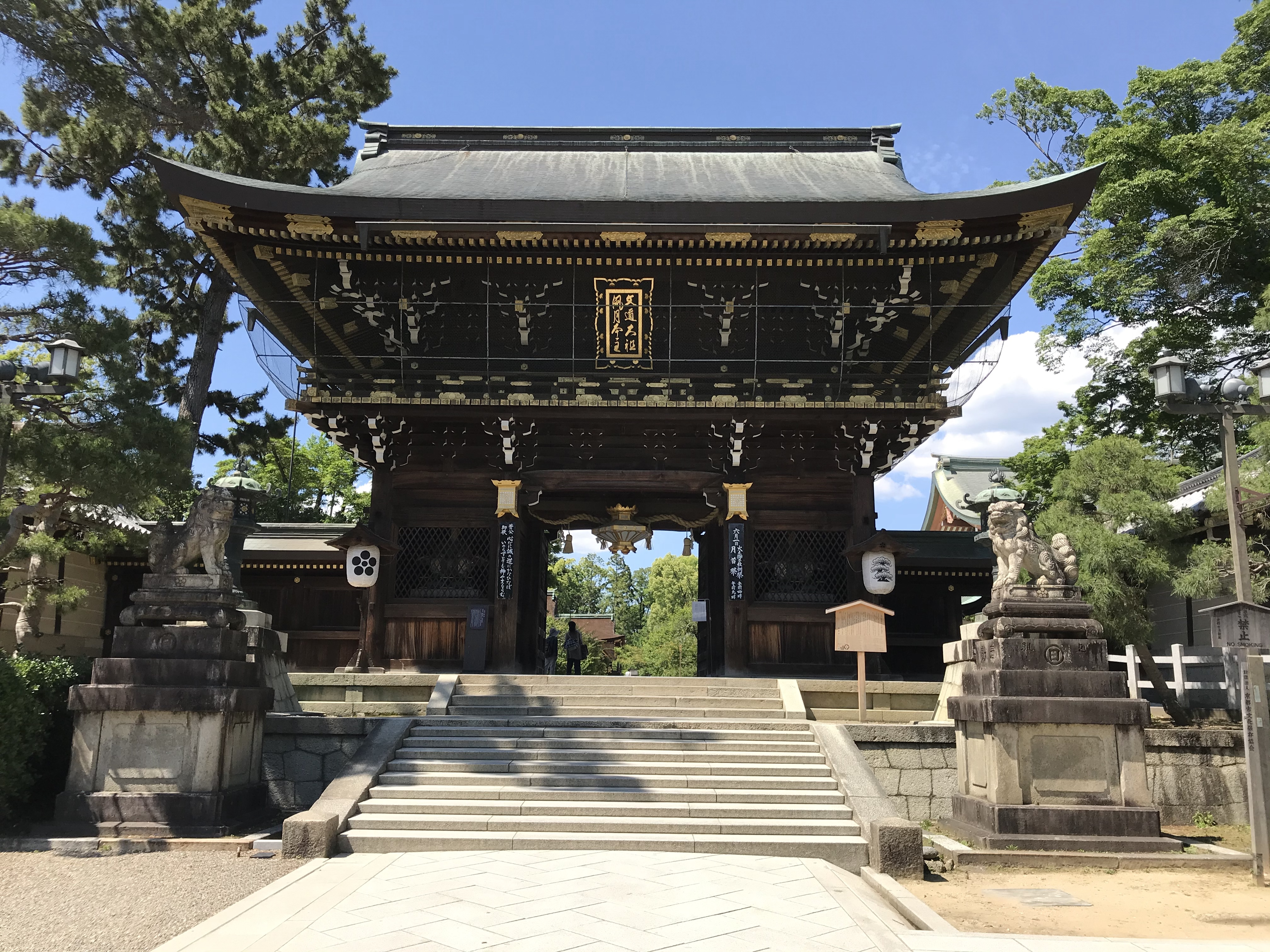
楼門
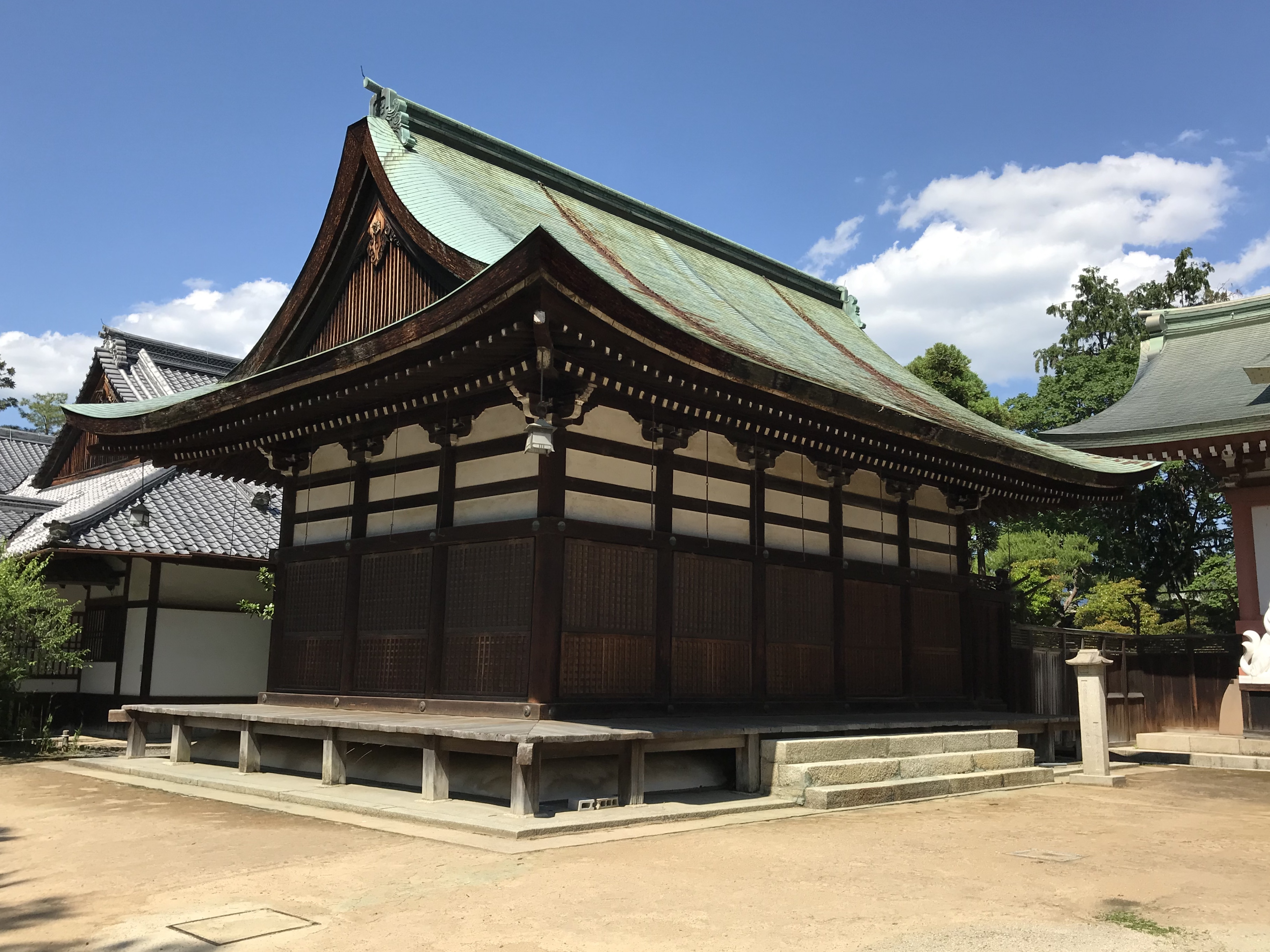
神楽殿
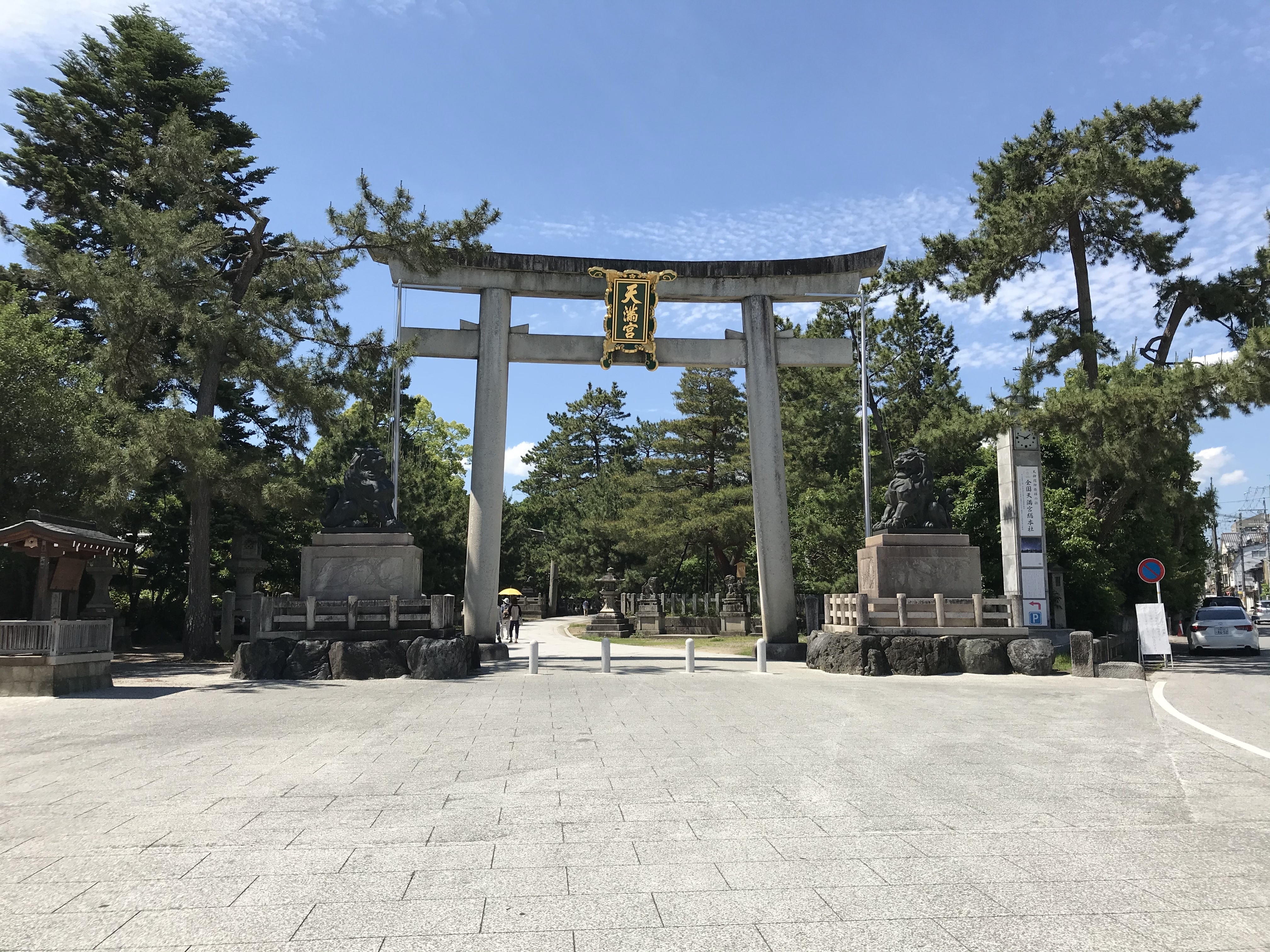
一の鳥居
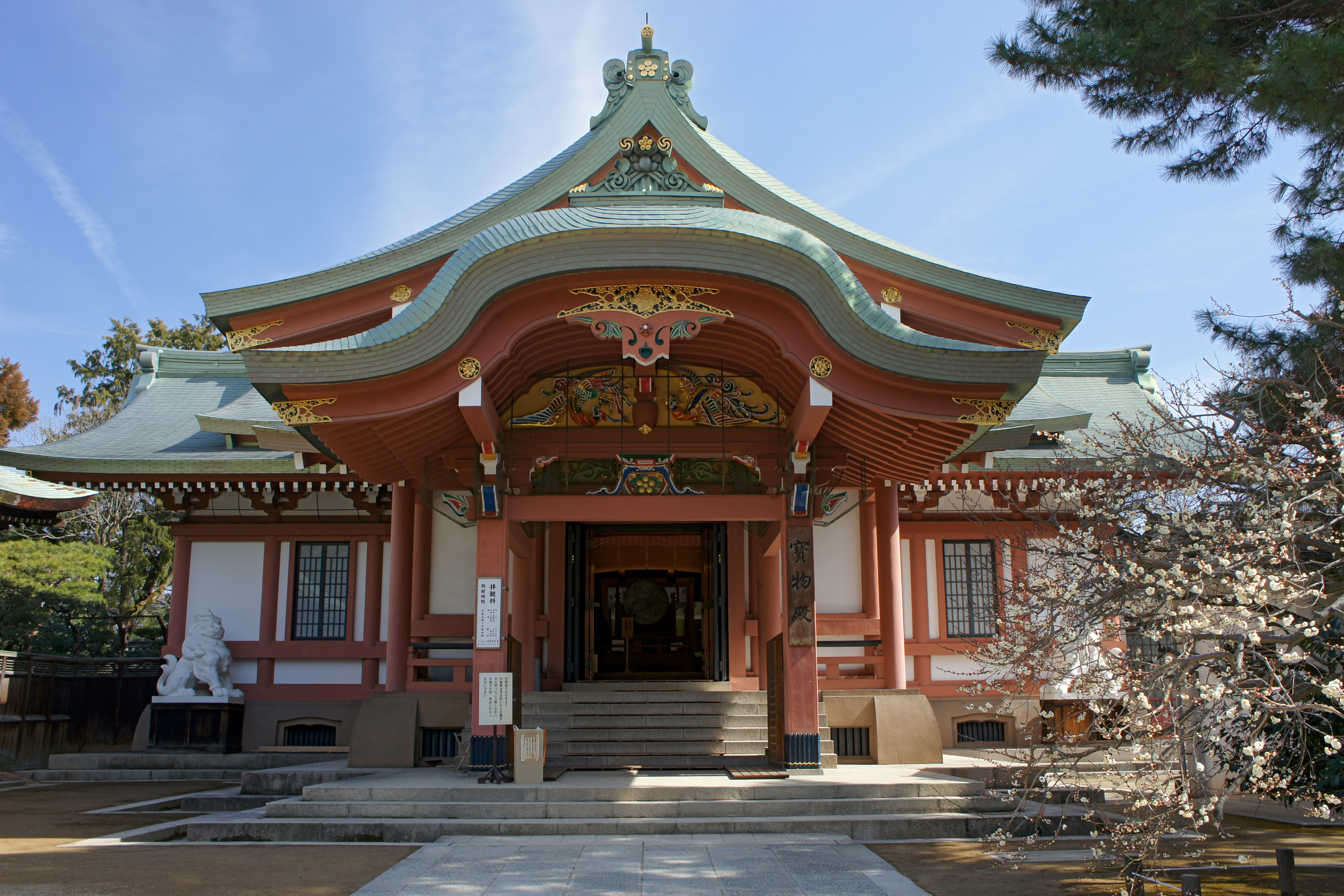
宝物殿
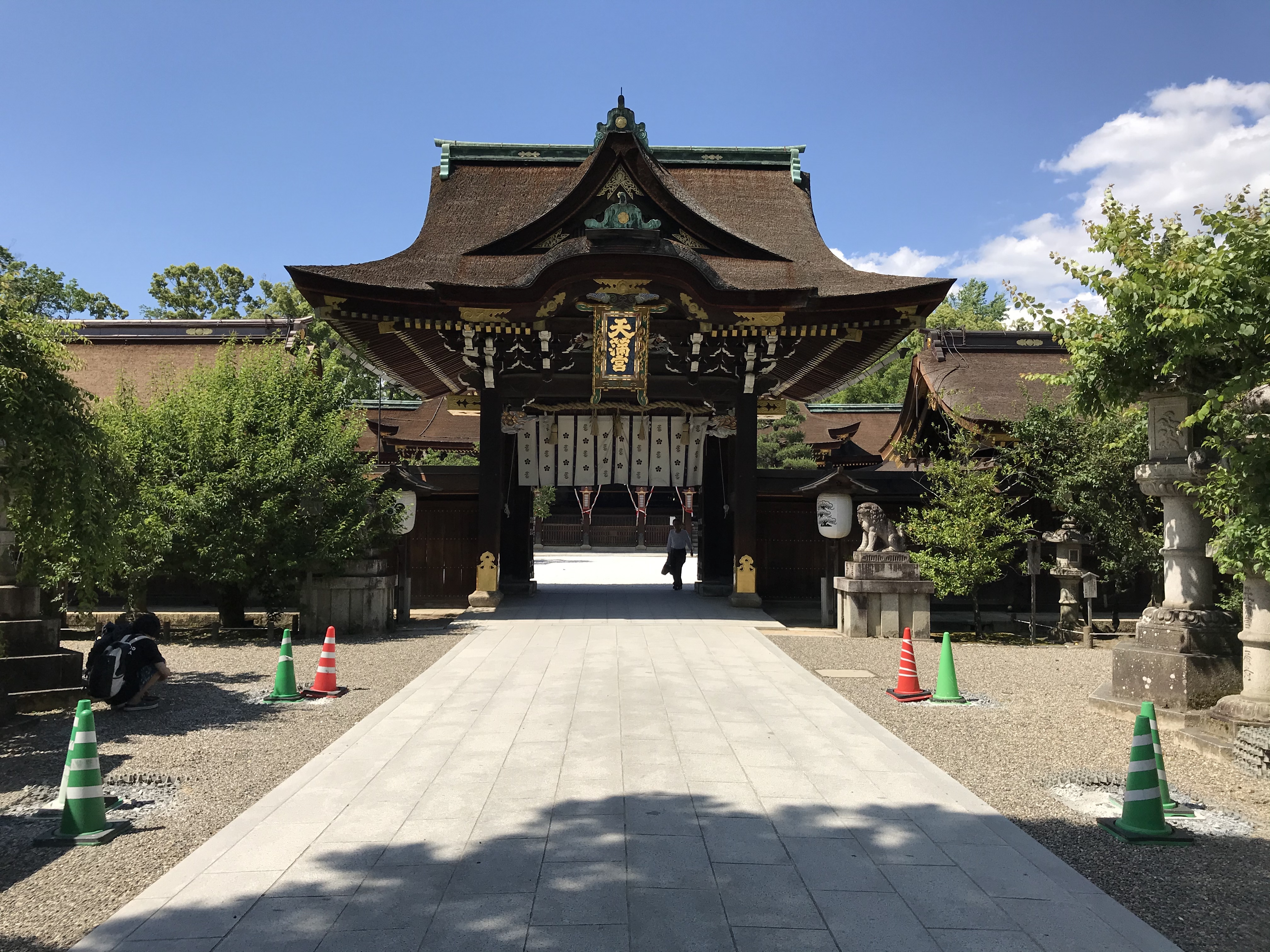
中門（三光門）（重要文化財）
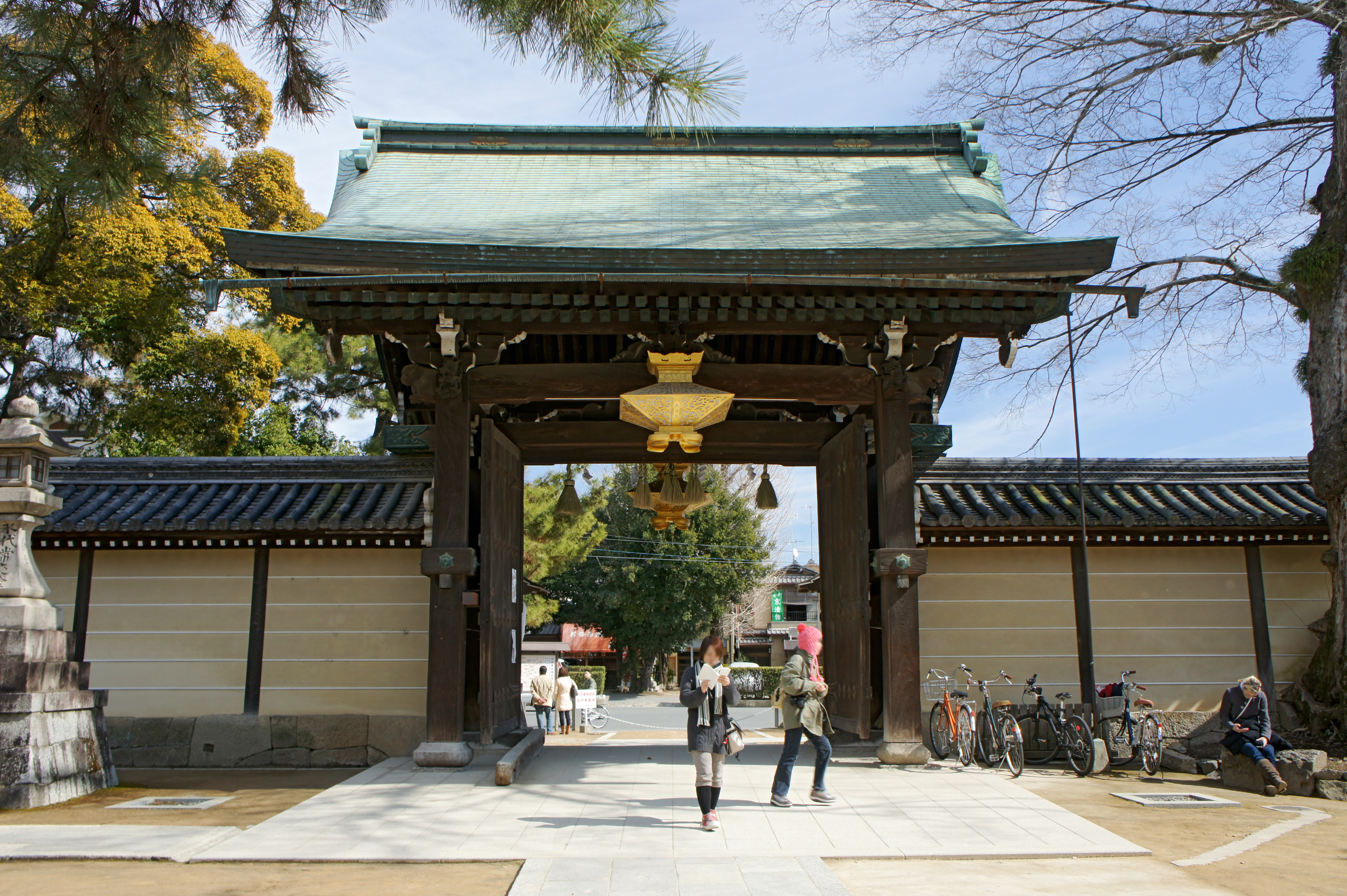
東門（重要文化財）
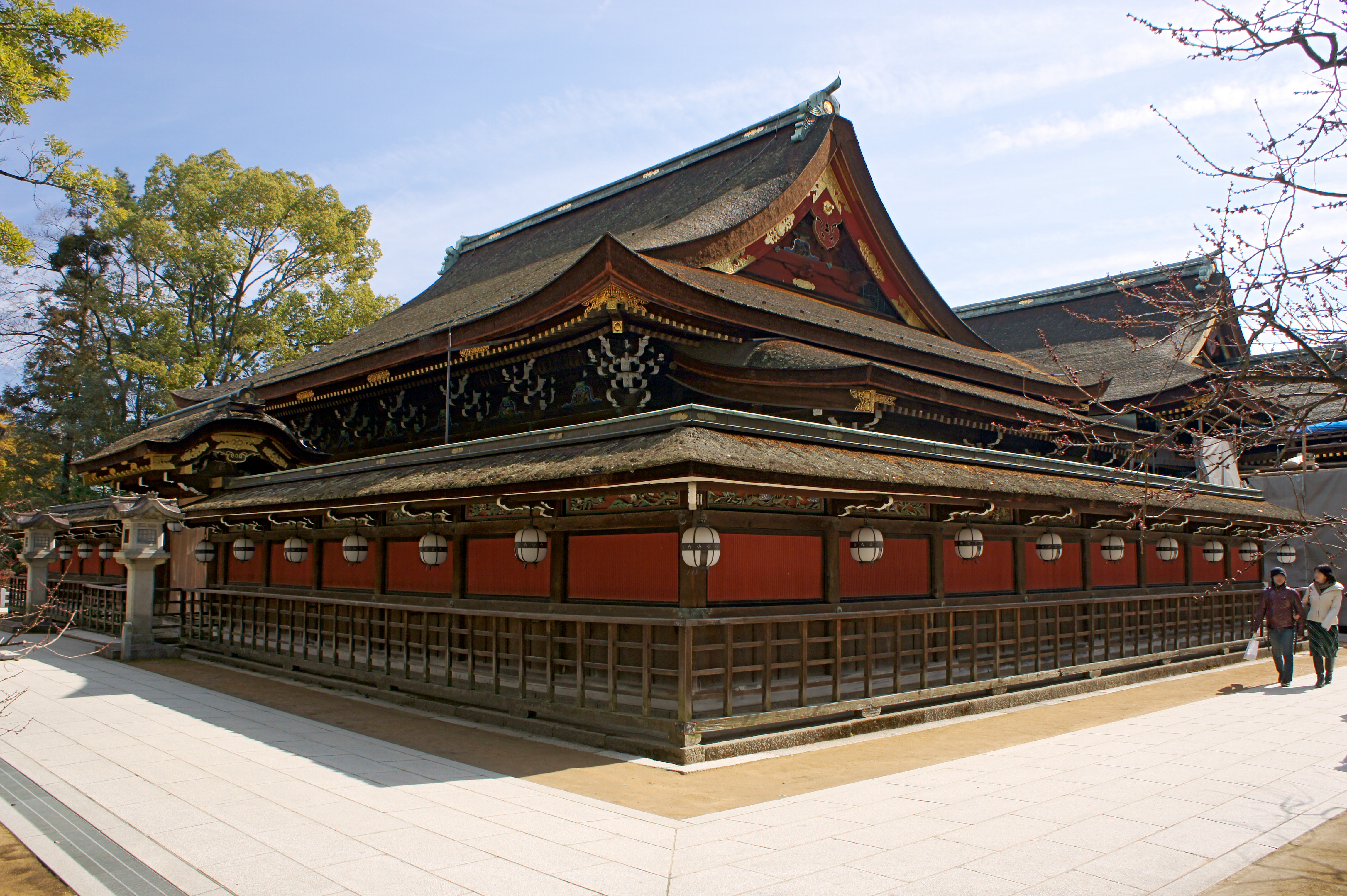
本殿（国宝）と透塀（重要文化財）および後門（重要文化財、画面左方）

## 主な祭事
- 毎月
  - 二十五日祭 （25日）
- 1月
  - 筆始祭 （1月2日）
- 2月
  - 梅花祭 （2月25日）
- 4月
  - 祈願絵馬焼納式 （4月19日）
- 6月
  - 雷除大祭 （6月1日）
  - 御誕辰祭 （6月25日）
- 7月
  - 御手洗祭・七夕祭 （7月7日）
- 8月
  - 例大祭 （8月4日）
- 10月
  - 瑞饋（ずいき）祭 （10月1日-5日）
  - 余香祭 （10月29日）
- 12月
  - 献茶祭 （12月1日）
  - 終い天神 （12月25日）
  - 大晦日各行事 （12月31日）

### 北野御霊会
平安時代の987年に疫病や災害をもたらすとされる祭神の怨霊を鎮めるための祭礼として、天皇の使者が派遣される勅祭「北野祭」の一環で天台宗延暦寺と合同で行っていたが、応仁の乱で途絶えていた。明治維新直前に「北野臨時祭」として再興が試みられた事もあったが、明治初期の神仏分離で境内での仏事は途絶えていた。2020年（令和2年）9月4日に約550年ぶりに北野天満宮が祭神菅原道真の1125年半萬燈祭を7年後に迎えることと天台宗総本山延暦寺が天台宗開祖の最澄の1200年大遠忌を翌年に控え、互いの節目につながりを見直すことを計画し神仏習合として再興され、神職と僧侶により新型コロナウイルス感染症の世界的流行の早期終息や国の安寧が祈られた。

## 文化財

『北野天神縁起』（承久本）巻六より。宮中清涼殿に雷を落とす雷神と逃げまどう公家たち。

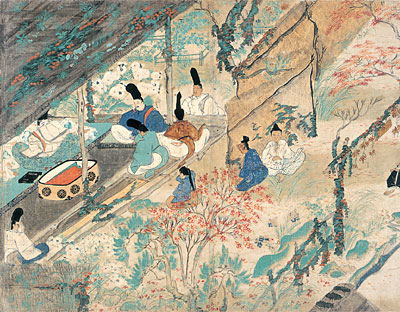
『北野天神縁起』（承久本）巻四より。大宰府の配所にて、かつて帝から賜った衣を取り出し涙ぐむ道真。

### 国宝
- 本殿、石の間、拝殿、楽の間（合1棟）
- 紙本著色北野天神縁起 8巻（附 同縁起下絵1巻、梅樹蒔絵箱1合）

天神縁起を題材とした鎌倉時代の絵巻。詞書序文によれば鎌倉時代の承久年間の製作で、「根本縁起」または「承久本」と通称される。寸法は各巻それぞれ縦52.1センチメートル、全長は8.419メートルから12.116メートル。
天神縁起絵巻は菅原道真の栄華と左遷、道真の怨霊による都における変異と北野天神の利生記で構成され、天神信仰の成立に伴い数多く製作された。鎌倉初期の建久・建保年間には詞書のみの天神縁起が成立していたと考えられており、絵巻形式のものとしては承久本が最古とされている。天神縁起は詞書の文言から三種に分類され（梅津次郎による）、承久本は詞書のみによる縁起の最古本である建久本と同じく甲類に属すると考えられている。
作者は『倭錦』では似絵の完成者として知られる藤原信実としているが、製作年代とともに確証はない。各巻末には曼殊院良恕法親王による慶長4年（1599年）の奥書が見られ、それによれば承久本はそれまで所在が不明であったが北野天神目代の照世が泉南の念仏寺（堺市）において発見し、文禄5年（1596年）に堺代官石田正澄を介して奉納されたという。
天神絵巻は諸本により図像が大きく異なることで知られているが、承久本では巻一から巻五までには道真の生涯と藤原時平との対立、大宰府への左遷と憤死を描き、巻六では都における天変地異、巻七から巻八では日蔵六道巡りの説話が六道絵風に描かれ、絵巻はここで終わっている。本来はこの後に天満宮の縁起が描かれるが白描下絵のみが残されており、何らかの事情によって中断されたものと推定されている。
承久本は、通常は横置きにする料紙を縦置きにして繋いで、縦50センチを越える広大な画面を作り出している。このような幅広の絵巻の類例としては光明寺蔵『当麻曼荼羅縁起』がある。延長8年（930年）6月16日の清涼殿における落雷の様子を描いた巻六の場面では、中央に黒雲と雷神を配し、その左右に清涼殿の内部や庭において倒れ逃げ惑う公家の様子を描いた特徴的な構図が指摘される。

### 重要文化財
- 中門（三光門）
- 廻廊 2棟
- 後門
- 透塀 2棟
- 東門
- 紙本著色北野天神縁起 弘安本 3巻
- 紙本著色北野天神縁起 土佐光信筆 3巻
- 紙本著色北野天神縁起 土佐光起筆 3巻
- 絹本著色舞楽図 2幀（とう）
- 紙本墨画雲龍図 海北友松筆 六曲一双
- 板絵金地着色昌俊弁慶相騎図 長谷川等伯筆
- 木造鬼神像 13躯[7]
- 太刀 銘安綱（鬼切）
- 太刀 銘備州長船師光応永九年（以下不明）
- 太刀 銘助守
- 太刀 銘恒次
- 刀 銘北野天満天神豊臣秀頼公御造営之時于時慶長十二丁未十一月日信濃守国広造（堀川国広作）
- 日本書紀 28冊
- 紫紙金字金光明最勝王経 巻第一 後宇多天皇宸翰
- 北野西京神人文書（99通）9巻、33幅、2通[8]
- 北野天満宮聖廟法楽和歌 3巻、630枚

典拠：2000年までの指定物件については『国宝・重要文化財大全 別巻』（所有者別総合目録・名称総索引・統計資料）（毎日新聞社、2000）による。

### 京都府指定有形文化財
- 絹本著色束帯天神像（根本御影）
- 絹本著色束帯天神像（遺教院伝来）

### 国の史跡
- 御土居

### その他
- 算額 - 貞享3年（1686年）今西小右衛門重之、飯田武助正成奉納　絵馬堂に掲額。
- 算額 - 1878年（明治12年）新名重内・三室戸治光・倉橋泰清など11名が奉納。絵馬堂に掲額。
- 蓮の鳥居 - 木嶋坐天照御魂神社（蚕ノ社）の三柱鳥居、京都御苑厳島神社の唐破風鳥居と並び、京都三珍鳥居の一つ。 鳥居が蓮の台座の上に乗っており、仏教色の強い鳥居。道真公の母を祀る伴氏社に存在する。
- 脇差 銘猫丸 - 室町後期の作、伝承では道真御作（道真自身の作刀）あるいは守り刀と伝わる。
- 蒙古軍の兜 - 13世紀元寇の際、必勝祈願として奉納されたのではないかとされる[9]。
- 銅鏡 - 豊臣秀頼が奉納した青銅製の鏡。仏教的な装飾が見られる[10]。

### 北野文庫
江戸時代に京都の書肆が北野御文庫を設け新古の書籍を奉納していた。その中に、明応版論語、嵯峨本謡本などの善本がある。1882年と83年に、その目録が同神社皇典研究所から出版された。
- 北野神社主典西久松常通 編『北野文庫書目伊呂波引 第1号』北野神社皇典研究所、村上勘兵衛、1882年。
- 北野神社主典西久松常通 編『北野文庫書目伊呂波引 第2号』北野神社皇典研究所、村上勘兵衛、1883年。

## 梅と牛

### 梅の名所

神紋の『星梅鉢紋』

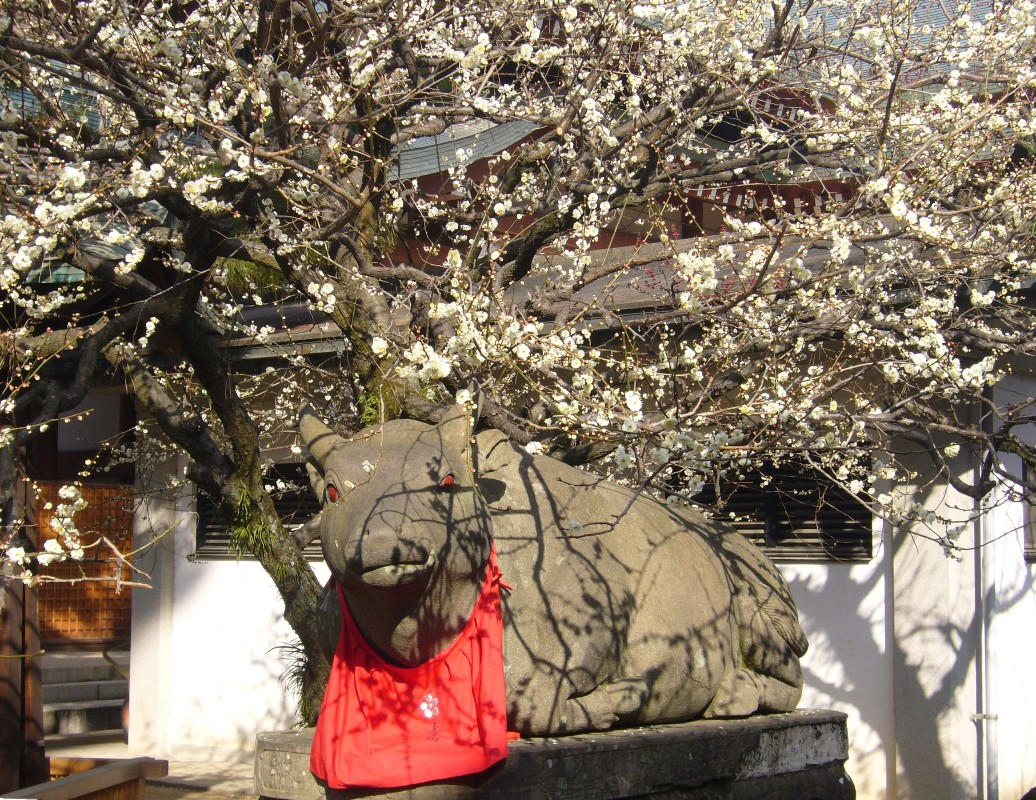
白梅と石の臥牛像

梅および牛との関係が深く、特に梅の名所として知られる。
道真は梅をこよなく愛し、大宰府左遷の際、庭の梅に上記の和歌を詠んだことや、その梅が菅原道真を慕って一晩のうちに大宰府に飛来したという飛梅伝説ができたことから梅が神紋となり、約2万坪の敷地には50種1500本の梅が植えられている。
梅花祭
菅原道真と梅との結びつきから、命日にあたる2月25日に行われる梅花祭では「梅花御供（ばいかのごく）」とよばれる特殊神饌が献供されている。これは明治以前に太陰暦が用いられていた時代には魂を「宥める」にあやかって菜種がささげられていたが、新暦になり、梅花祭の時期が変わったために梅の花が用いられるようになったとされている。なお、2012年現在では梅花祭における菜種は、神職が身に付け奉仕を行うという形で残されている。
この神饌では白梅と紅梅を男と女に見立て、土器の上に仙花紙を筒状に丸めて乗せ、玄米を流し入れた土台にそれぞれの梅の枝が挿し込まれ奉げられる。白梅を挿したものが42個作られこれを「男の御供」、紅梅を挿したものを33個作り、「女の御供」と呼んでいる。また、菅原道真が大宰府へ流された際に帯同した従者が薨去以後遺品を京都へ持ち帰り、鎮魂のために毎年収穫された米を奉げていたという伝承に基づき、大判御供、小判御供という形で現代においても神事が受け継がれており、その従者達の末裔である七保会の面々によって御調が行われている。
くわえて、この梅花祭は全国でも珍しく、貞明皇后参拝の古例に従って、天皇からでなく皇后から幣帛料が上げられている。
大福梅
北野天満宮では12月中旬の事始めから下旬の終い天神にかけて正月の縁起物として大福梅（おおふくうめ）の授与が行われる。これを元旦に祝膳の初茶として飲む風習がある。

### 牛信仰
牛は北野天満宮において神使（神の使い）とされている。菅原道真（菅公）と牛の因縁譚は多くあり、中世以来、神仏習合を繰り返してきた天神信仰が背景にあるとされる。具体的には、道真の誕生が丑年の乙丑の日だったこと、亡くなった日も丑の日であること、道真が牛の鳴き声で刺客から逃れたという逸話、轜車は人に引かせず牛の行くところにとどめよとの道真の遺言に従ったところ轜車が都府楼の北東（丑寅）の方角に停まったという逸話などである。
境内には座った姿勢の臥牛像（がぎゅうぞう）が多く奉納されているが、これは先述の道真の遺言に従ってその遺骸を運んでいた牛車が座り込んで動かなくなり、そこを墓所として埋葬されたという『北野天神縁起絵巻』にある故事にちなむ。なお、本殿正面には境内で唯一とされる立ち姿の牛の像があり「唯一の立ち牛」と呼ばれている。

## 前後の札所
菅公聖蹟二十五拝
24 上宮天満宮　-　25 北野天満宮
洛陽天満宮二十五社順拝
8 安楽寺天満宮　-　9 北野天満宮　-　10 水火天満宮
神仏霊場巡拝の道
94 平野神社　-　95 北野天満宮　-　96 今宮神社

## 現地情報
所在地
- 京都府京都市上京区馬喰町

交通アクセス
- 京都市営バス（10・50・51・55・急行101・急行102・203系統）で「北野天満宮前」バス停下車 （下車後徒歩すぐ）
  - 北門からほど近く、桜の名所でもある平野神社の境内を通って西大路通の「衣笠校前」バス停に抜けることもできる。
- 京福電気鉄道北野線 北野白梅町駅下車 東へ徒歩6分

かつての交通
1912年には、京都駅との間に京都電気鉄道北野線（後の京都市電堀川線、通称「北野線」）が走るようになった。また、1958年までは神社の前まで京福電気鉄道北野線が乗り入れていたが、京都市電今出川線建設のため、北野 - 白梅町間の路線を市電に譲る形で営業路線を短縮し、白梅町（この時、駅名を北野白梅町と改名）止まりとなった。